# 乔寺碑楼
乔寺碑楼，位于山西省运城市绛县横水镇乔寺村，是中华人民共和国全国重点文物保护单位之一。

## 历史
乔寺碑楼建于清道光十七年（1837年），是周氏家族后人、及亲眷、乡邻、伙友为富商、资政大夫衔周万钟（周禄在）所建的功德碑楼，耗时三年，雇了三百名工匠。

## 建筑
乔寺碑楼为清代旌表建筑的代表作，楼体高达15米，是中国现存旌表建筑中规模最大的单体砖石结构仿木碑楼建筑。碑楼坐北朝南，面阔六间，五个碑室内竖立七通石碑，包括追思碑、感德碑、恩德碑、神道碑。顶部为单檐歇山顶，檐下仿木斗拱，构件制作精细，楼身八层砖雕，雕刻极为精美。道光十五年（1835年）乙未科探花乔晋芳为其姑父周万钟（周禄在）撰写了碑文，分别用楷书、隶书、篆书，序碑题为“诏授奉政大夫户部河南司正郎乙酉科优贡、已未科探花，翰林院编修散馆刑部主簿武英殿校加一级乔晋芳撰文并书丹”。碑楼周围有荷花池。

## 保护
1996年1月12日，乔寺碑楼公布为山西省文物保护单位，编号3-139。2013年3月5日，乔寺碑楼公布为第七批全国重点文物保护单位，古建筑类，编号7-0902-3-200。